# خاویر گونزالس (وزنه‌بردار)
خاویر گونزالس (انگلیسی: Javier González؛ زادهٔ ۳ دسامبر ۱۹۴۹) وزنه‌بردار اهل کوبا است.